# 2,4-Dinitrotoluene
Il 2,4-dinitrotoluene è un composto chimico organico di formula C7H6N2O4 che in condizioni normali si presenta come un solido cristallino di colore giallo pallido con un leggero odore caratteristico.

## Caratteristiche strutturali e fisiche
La massa monoisotopica del 2,4-dinitrooluene è pari a 182,03275668 Da. Contiene 13 atomi pesanti e la sua area superficiale accessibile è pari a 91,6Å². Se riscaldato emana fumi e gas irritanti o tossici. Particelle finemente disperse possono formare miscele esplosive. Esiste il rischio di esplosione a contatto con diverse sostanze.
I cristalli sono aghiformi o in un sistema monoclino. Il 2,4-DNT è un composto fotocromatico e il suo indice di rifrazione è pari a 1.442.
Se rilasciato nell'aria ad una temperatura di 22°C, il valore della tensione di vapore (1,47x10-4 mmHg) indica che il 2,4-DNT sarà presente come vapore. Nel caso la temperatura scenda a 15 °C la tensione di vapore raggiunge il valore di 6x10-5 mmHg e dunque il composto sarà presente sia sotto forma di vapore che come particolato.

## Sintesi del composto
Il composto viene sintetizzato in due modi:
1. denitrazione del toluene da cui si ottiene un 75% di 2,4-DNT per peso
2. nitrazione del 4-nitrotoluene in condizioni controllate da cui si ottiene un 96% di 2,4-DNT

## Reattività e caratteristiche chimiche
Il composto risulta scarsamente solubile e più denso dell'acqua, ovvero incompatibile con agenti ossidanti, agenti riducenti e basi forti. Durante la combustione produce ossidi tossici di azoto. Il composto è inoltre solubile in etanolo (30.46 g/L a 15 °C), cloroformio, benzene, solfuro di carbonio (21.9 g/L a 17 °C) ed etere dietilico (94 g/L a 22 °C), ovvero moto solubile in acetone e piridina.

## Biochimica

### Assorbimento, distribuzione ed escrezione
Nei ratti, a seguito di una singola somministrazione orale di 3H 2,4-DNT la radioattività del sangue ha raggiunto i livelli massimi dopo 6 ore dalla somministrazione con un'emivita di circa 22 ore. I massimi livelli epatici si sono raggiunti dopo 6 ore con circa il 10% del composto escreto nella bile entro 24 ore. L'escrezione a livello fecale avviene dopo circa 6-9 ore e con le urine massimo dopo 6 ore. Uno studio dimostra che l'assorbimento in contesti industriali è significativo.

### Metabolismo
Studi mediante cromatografia su strato sottile hanno dimostrato la presenza di nove metaboliti del 2,4-DNT nell'urina dei ratti dopo somministrazione orale: 2-ammino-4-nitrotoluene, 4-ammino-2-nitrotoluene, 2,4-diamminotoluene, 2,4-dinitrobenzil alcoli, 2-ammino-4-nitrobezil alcoli, 4-ammino-2-nitrobenzil alcoli, 2-nitro-4-acetilamminotoluene, 2-ammino-4-acetilamminotoluene e acido 2-ammino-4-acetilamminobenzoico.
Studi sugli effetti del 2,4-DNT sull'attività di alcuni enzimi per il metabolismo epatico di xenobiotici nei ratti dimostrano che il composto ha pochi effetti e viene facilmente metabolizzato. Studi in vitro sulle vie metaboliche del 2,4-DNT dimostrano che queste sono dipendenti dagli scambi gassosi e determinano principalmente la produzione di metaboliti polari che non si legano alle macromolecole microsomiali.
Si crede che la bioattivazione del DNT avvenga mediante il seguente processo:
1. il gruppo metilico viene ossidato ad alcol attraverso la via metabolica che dipende dal citocromo P450
2. l'alcol benzilico viene coniugato con l'acido glucoronico e secreto nella bile
3. la microflora intestinale idrolizza il glucuronide e riduce il gruppo 1-nitro formando l'alcol amminonitrobenzilico che viene riassrobito dall'intestino
4. il gruppo amminico viene ossidato a idrossilammina dagli enzimi epatici e coniugato con il solfato
5. la decomposizione dell'estere di solfato produce uno ione nitronio o carbonio altamente elettrofilo che reagisce con il DNA e altri nucleofili

Sono inoltre stati condotti studi al fine di analizzare le vie metaboliche del 2,4-DNT nella microflora fecale dei ratti che hanno messo in evidenza come il composto non venga metabolizzato in presenza di ossigeno. Tuttavia in condizioni anaerobiche, il 2,4-DNT viene ridotto a 2-ammino-4-nitrotoluene e 4-ammino-2-nitrotoluene passando attraverso il 2-idrossilammino-4-nitrotoluene e il 4-idrossilammino-2-nitrotoluene che vengono a loro volta completamente ridotti in 2,4-diamminotoluene.
Studi sui ratti dimostrano che il 2,6-DNT è l'isomero che più si lega covalentemente all'RNA, al DNA e alle proteine epatiche, 5 volte di più del 2,4-DNT, dopo somministrazione orale.
Studi sull'E.coli dimostrano che questo organismo è in grado di ridurre 5 isomeri del DNT (2,3-, 2,4-, 2,5-, 2,6- e 3,4-DNT) in monoamminonitrotolueni attraverso idrossilamminonitrotolueni.
L'analisi dell'urina idrolizzata di lavoratori esposti a 2,4 e 2,6-DNT dimostrano che i metaboliti di questi due composti sono presenti in quantità variabili tra il 79% e il 93%.

### Effetto del composto sugli organismi viventi
La sostanza può avere effetti a livello ematico arrivando alla comparsa di cianosi dovuta all'ossidazione del ferro(II) a ferro(III). Quando i livelli di metaemoglobina nel sangue superano il 15% non vi sono sintomi, se i livelli superano il 40% si ha la comparsa di affaticamento e vertigini, mentre se si supera il 70% si presentano atassia, dispnea, tachicardia, nausea, vomito e sonnolenza.
L'esposizione a varie concentrazioni del composto può inoltre causare: irritazione delle mucose, mal di testa, atralgia, insonnia, tremori, paralisi, perdita dei sensi, anemia, dolori al torace, fiato corto, palpitazioni, anoressia, perdita di peso.

## Tossicologia
La sostanza può essere assorbita dall'organismo per inalazione, attraverso la cute e per ingestione. L'esposizione al composto avviene principalmente nei luoghi di lavoro. Non esistono dati sulla tossicità acuta del composto negli esseri umani. Test su animali indicano la possibilità che questa sostanza possa essere teratogena. Questa sostanza è un possibile cancerogeno per l'uomo. Studi sui lavoratori esposti al 2,4-DNT evidenziano un aumento del rischio di morte per malattie ischemiche cardiache. I soggetti affetti da malattie cardiache ed epatiche sono a maggior rischio.

### Genotossicità
Sono stati condotti studi sulla genotossicità dei 6 isomeri del composto su Salmonella typhimurium. Gli studi sono stati fatti utilizzando il test di Ames impiegando miscele e isomeri singoli. Il 3,5-DNT si è dimostrato l'isomero più efficace nell'invertire la fototrofia dell'istidina nei ceppi TA98 e TA1538 di S. typhimurium. Il 3,5-DNT è risultato inoltre essere l'agente mutageno principale tra quelli esaminati.

### Test alternativi e in vitro
È stato condotto uno studio per lo studio delle risposte cellulari e molecolari di cellule del carcinoma epatico a seguito di esposizione al 2,4-DNT e 2,6-DNT con la valutazione della citotossicità mediante l'utilizzo di saggi MTT. L'LC50 dopo 48 ore dall'esposizione è risultato pari a 245 +/- 14.724 ug/mL per il 2,6-DNT e 300 +/- 5.92 ug/mL per il 2,4-DNT. Tali valori indicano che entrambi i composti sono moderatamente tossici. È stato inoltre possibile evidenziare un rapporto dose/risposta per quanto riguarda la citotossicità di entrambi gli isomeri.

### Misure di protezione
Si consiglia di:
- evitare l'esposizione a fiamme libere
- evitare che si depositino polveri
- utilizzare l'aspirazione localizzata o dispositivi di protezione delle vie respiratorie
- utilizzare guanti e vestiario protettivi
- indossare occhiali protettivi a mascherina
- indossare tute di protezione da composti chimici munita di autorespiratore
- conservare in luogo ben ventilato
- conservare in contenitori ben chiusi
- conservare lontano da basi forti, alimenti e mangimi, ossidanti e agenti fortemente riducenti
- in caso d'incendio usare getti d'acqua, polvere, schiuma o biossido di carbonio
- in caso d'incendio mantenere i contenitori freddi
- combattere il fuoco da una posizione protetta

A seconda del grado di esposizione si consigliano esami clinici periodici.

### Trattamento medico
In caso d'ingestione si sconsiglia l'emesi per la possibile depressione del sistema nervoso centrale. Il lavaggio gastrico e la somministrazione di carbone attivo possono essere efficaci subito dopo l'ingestione e solo in sé si proteggono le vie aeree.
La metaemoglobinemia può essere trattata con blu di metilene in pazienti sintomatici, livelli di metaemoglobina tra il 20-30% o inferiori in pazienti affetti da anemia, problemi respiratori e cardiaci. Qualora non si possa somministrare il blu di metilene e in pazienti refrattari si può pensare di fare delle trasfusioni.
Misure di primo soccorso includono:
- decontaminazione
- ventilazione artificiale
- rianimazione cardiopolmonare
- sciacquare gli occhi sotto acqua corrente
- sciacquare la bocca e somministrare da 5 mL/kg a 200 mL di acqua
- mantenere il paziente calmo
- mantenere stabile la temperatura del paziente

Nei casi più gravi si può dover ricorrere all'intubazione qualora il paziente sia incosciente, presenti edema polmonare o sia in sofferenza respiratoria. Si dovrà monitorare il ritmo cardiaco e trattare l'eventuale aritmia. Si può somministrare flebo di destrosio/acqua. In presenza di sintomi di ipovolemimici si può usare soluzione salina allo 0,9% o Ringer lattato.

### Interazioni
L'assunzione di alcool può avere effetti sinergici con la tossicità del 2,4-DNT.

## Effetti sull'ambiente
È possibile il rilascio nell'ambiente attraverso gli scarichi liquidi industriali. È stato calcolato un fattore di bioconcentrazione negli organismi acquatici contenenti il 7,6% di lipidi pari a 3,8 che rende la sostanza nociva per gli organismi acquatici.

### Atmosfera
Il 2,4-DNT in fase di vapore è stato identificato nel particolato atmosferico. In fase di vapore viene degradato in atmosfera mediante reazioni fotochimiche che producono radicali idrossilici con un'emivita stimata di 75 giorni. Sotto forma di particolato, il 2,4-DNT viene rimosso dall'atmosfera per deposizione secca o umida. Il composto risulta inoltre suscettibile a fotolisi diretta della luce.  La caratteristica fotocromatica del 2,4-DNT fa presupporre che in presenza di luce solare il composto riduca il gruppo nitrilico a gruppo idrossi-amminico, nitroso o amminico con concomitante ossidazione del gruppo metilico a gruppo alcolico, aldeidico o carbossilico.

### Suolo
Il 2,4-DNT può subire fotolisi diretta sia sulla superficie del suolo che dell'acqua. Sulla base della costante della legge di Henry pari a 5,4x10-8 atm-cu m/mole a 25 °C, non ci si aspetta la vaporizzazione a livello del suolo. In acqua il 2,4-DNT viene assorbito dai solidi sospesi e dai sedimenti. Vari studi dimostrano che la biodegradazione del 2,4-DNT avviene principalmente nel suolo e in acqua.
Uno studio dimostra che, in condizioni aerobiche, il 2,4-DNT viene degradato per l'80%, di cui:
- il 22% viene trasformato in 4-ammino-2-nitrotoluene
- il 6% viene trasformato in 2-ammino-4-nitrotoluene
- il 28% viene mineralizzato in anidride carbonica entro 28 giorni

Se rilasciato nel suolo la mobilità del 2,4-DNT dipenderà dalla composizione del suolo (Koc 57 - 2.000). In suoli argillosi contenti una frazione organica pari a 8,5 g/kg, il 2,4-DNT ha Kd variabili tra 0,28 e 1,11 cu cm/g che corrisponde a un Koc compreso tra 57 e 225.

### Acqua
Uno studio dimostra che, in condizioni aerobiche, microrganismi naturalmente presenti sulla superficie dell'acqua sono in grado di utilizzare 10 ppm di 2,4-DNT come sola fonte di carbonio.
Studi dimostrano inoltre che il composto può raggiungere la falda freatica. Il 2,4-DNT è stato inoltre rilevato anche nell'acqua potabile, in acque superficiali e nelle acque reflue industriali.

### Animali
Uno studio ha determinato la presenza di 2,4-DNT in uova di uccelli nella regione del lago Baikal in Russia, in particolare nelle uova di Anas platyrhynchos, Anas acuta, Anas clypeata, Aythya fuligula, Aythya ferina, Anser anser, Gallus gallus, Ardea cinerea, Larus argentatus, Larus canus, Sterna hirundo, Larus ridibundus, Vanellus vanellus, Podiceps auritus e Tringa stagnatilis.

### Degradazione batterica
Uno studio è stato in grado di identificare due geni presenti in una regione di 27 kb del ceppo batterico Burkholderia cepacia R34 che regolano il metabolismo del 2,4-DNT. I geni che codificano gli enzimi per il lower pathway metabolico si trovano a valle del gene dntD che codifica l'enzima responsabile per l'apertura dell'anello aromatico dell'estradiolo. Nella stessa regione si trovano i geni che codificano la metilmalonato-semialdeide deidrogenasi CoA-dipendente (dntE), la NADH-dipendente deidrogenasi putativa (ORF13) e un enzima bifunzionale isomerasi/idrolasi (dntG). Questi geni formano un operone.
Sono inoltre stati identificati altri geni che codificano:
- 2,4-DNT diossigenasi (dntAaAbAcAd)
- mononitrocatechil monoossigenasi (dntB)
- regolatore trascrizionale di tipo Lys putativo (ORF12)
- enzima per l'apertura dell'anello dell'intradiolo (ORF3)
- maleilacetato reduttasi (ORF10)
- complesso completo di trasportatori ABC (da ORF5 a ORF8)
- proteina recettore putativa per la chemiotassi che accetta il metile - MCP (ORF11)

Sono inoltre presenti tracce di trasposoni e geni vestigiali che indicherebbero come le vie metaboliche del 2,4-DNT si siano evolute solo recentemente. La via metabolica per la degradazione del 2,4-DNT in B. cepacia coinvolge le seguenti reazioni:
- {\displaystyle {\ce {2,4-DNT A ->[{dntAaAbAcAd}][{NADH}] 4-metil-5-nitrocresolo + NO2- + NAD+}}} (in presenza di ossigeno)
- {\displaystyle {\ce {4-metil-5-nitrocresolo A ->[{dntB}][{NADPH}] 2-idrossi-5-metilchinone + NO2- + NADP+}}} (in presenza di ossigeno)
- {\displaystyle {\ce {2-idrossi-5-metilchinonne ->[NADH] 2,4,5-triidrossitoluene + NAD+}}}
- {\displaystyle {\ce {2,4,5-triidrossi toluene A ->[{dntD}][{O2}] 2,4-diidrossi-5-metil-6-oso-2,4-eicosadienoico acido}}}

### Smaltimento
Le acque reflue contenenti il composto devono essere contenute e valutate per stabilire la concentrazione della sostanza che deve essere inferiore ai limiti di legge. Particolari autorizzazioni possono essere rilasciate dal governo americano sulla base dell'EPA 40 CFR Parte 261. Il composto è un candidato per lo smaltimento mediante incenerimento in forno rotativo a 820-1600 °C e mediante combustore a letto fluido a temperature comprese tra 450 e 980 °C.
Trattamenti delle acque reflue adatti per questo composto sono:
- trattamento biologico
- estrazione con solvente
- trattamento con carbone attivo

## Applicazioni
2,4-DNT è utilizzato:
- modificatore per polveri senza fumo e nella nitrazione del TNT nell'industria degli esplosivi, ovvero, in minima parte, come agente gelatinizzante e impermeabilizzante in composti esplosivi per usi militari e commerciali
- nella produzione di propellenti
- intermedio nella produzione di di-isocianati del toluene e schiume poliuretaniche
- reagente nella sintesi organica delle toluidine
- nella produzione di rivestimenti
- nella produzione di elastomeri
- nella produzione di plastiche
- nella produzione di coloranti

## Classificazione
Il composto è così classificato:
- UN Classe di rischio: 6.1
- UN Gruppo di imballaggio: II
- Carcinogeno di cat. 2
- potenzialmente mutageno
- potenzialmente teratogeno

## Altri identificativi
Il composto viene anche identificato:
- UNII: 6741D310ED
- ILO: 3454
- ChEBI:920
- CHEMBL259865
- DTXSID0020529
- HMDB0245464
- ICSC: 0727
- KEGG: C11006
- J2.922J

## Legislazione
La sostanza è regolamentata in base a:
- Europa:
  - Reg (CE) 1907/2006
  - Reg (CE) 552/2009
  - Reg (UE) 109/2012
  - Reg (UE) 125/2012
  - Reg (UE) 126/2013
  - Reg (UE) 2017/1510
  - Reg (UE) 2018/675
  - Reg (UE) 2023/1132
  - Direttiva 98/24/CE
  - Direttiva 2004/37/CE
- Stati Uniti:
  - CERCLA Reportable Quantities
  - RCRA
- internazionali:
  - risoluzioni IATA 618 e 619
  - codice IMDG